# Ixora nienkui
Ixora nienkui là một loài thực vật có hoa trong họ Thiến thảo. Loài này được Merr. & Chun mô tả khoa học đầu tiên năm 1935.